# Hyaloscypha hyalina
Hyaloscypha hyalina är en svampart som först beskrevs av Christiaan Hendrik Persoon, och fick sitt nu gällande namn av Jean Louis Emile Boudier 1907. Hyaloscypha hyalina ingår i släktet Hyaloscypha och familjen Hyaloscyphaceae.  Arten är reproducerande i Sverige. Utöver nominatformen finns också underarten setosa.